# Sven Erik Kristiansen
Sven Erik Kristiansen, ibland kallad Maniac, född 19 februari 1967, är mest känd för att ha varit sångare i black metal-bandet Mayhem, åren 1986–1987 och 1995–2004. Han blev medlem i bandet 1986 efter att bandets tidigare vokalist Eirik "Messiah" Nordheim slutat. 1988 blev han ersatt av Per Yngve "Dead" Ohlin. När Jan Axel "Hellhammer" Blomberg 1995 bestämde sig för att starta upp Mayhem igen, efter att både sångaren Dead tagit livet av sig, och grundaren Øystein "Euronymous" Aarseth blivit mördad, tog Kristiansen åter över mikrofonen. Han var kvar i bandet fram till 2004, då han tvingades att sluta av personliga skäl. Han är numera aktiv i både hardcorepunk-bandet Bomberos och black-/doom metal-bandet Skitliv.
Kristiansen är bosatt i Oslo, är gift med Vivian Slaughter (eg. Eri Isaka), sångare och basist i det japanska bandet Gallhammer, och har två barn.